# Agapanthia amicula
Agapanthia amicula — вид жуків з родини вусачів.

## Поширення
Поширений у Туреччини.

## Опис
Жук довжиною від 11 до 18 мм. Час льоту з травня по червень.

## Розвиток
Життєвий цикл виду триває один рік.